# Marie-Lourdes Ally Samba
Marie-Lourdes Ally Samba est une athlète mauricienne.

## Carrière
Marie-Lourdes Ally Samba remporte la médaille d'argent de l'heptathlon aux Championnats d'Afrique de 1988 et  la médaille de bronze de l'heptathlon aux Championnats d'Afrique de 1990 .
Elle obtient la médaille d'or en lancer du poids aux Jeux des îles de l'océan Indien 1979 et en saut en longueur ainsi qu'en heptathlon aux Jeux des îles de l'océan Indien 1990.
Elle est championne de Maurice du 200 mètres en 1988, quintuple championne de Maurice de saut en longueur (1982, 1983, 1984, 1985 et 1988), quintuple championne de Maurice de lancer du poids (1982, 1983, 1984, 1985 et 1988) et championne de Maurice du lancer du disque en 1983.